# Берберян, Арсен
Арсен Берберян (6 октября 1937 года, Александрия, Королевство Египет — 16 ноября 2013 года) — архиепископ, глава Гугарской епархии Армянской Апостольской Церкви (1990—1996).

## Биография
В 1947 г. переехал из Египта в Армению, в Гюмри. В 1960 г. окончил духовную семинарию Св. Эчмиадзина, в 1962 г. — духовный центр в Москве, в 1967 г. — институт Всемирного совета церквей в Женеве. В 1973 г. в Королевском колледже Лондона защитил диссертацию и получил степень доктора философских наук. Одновременно обучался в Королевской академии музыки Лондона.
- 1962—1967 гг. — личный секретарь Католикоса всех армян Вазгена I,
- 1973 г. — был возведен Вазгеном I в сан архиепископа и назначен заведующим международными связями Св. Эчмиадзина.
- 1981—1984 гг. — глава Араратской епархии Армянской Апостольской церкви,
- 1985—1988 гг. — глава Шведской епархии Армянской Апостольской церкви,
- 1990—1996 гг. — глава Гугаркской епархии Армянской Апостольской церкви,
- 1996—1998 гг. — работал по делам церквей в США.

С 1998 г. — заведующий пресс-канцелярией первопрестольного Св. Эчмиадзина.
Являлся членом верховного духовного совета, участником многих международных совещаний по вопросам церкви, автором ряда монографий по истории церкви, трудов по музыковедческой литературе и множества статей на армянском и английском языках.